# 아미타내영도
아미타내영도(阿彌陀來迎圖)는 부산광역시 금정구, 부산대학교박물관에 소장하고 있는 조선시대의 불화이다. 2014년 5월 21일 부산광역시의 유형문화재 제142호로 지정되었다.

## 개요
이 작품은 견본흑지(絹本黑地)에 금니(金泥)로 제작된 선묘불화이다. 화면 중앙에 크게 묘사된 아미타여래를 중심으로 좌우협시인 관음보살과 대세지보살을 비례감이 있게 묘사한 아미타내영도 형식에 후면 좌우 여백에는 반신상 형식의 가섭과 아난을 배치하였다.
아미타삼존은 각각 줄기에서 피어난 2개의 연꽃을 두 발로 밟고 서있는 답할좌(踏割座) 형식을 취하고 있으며, 관음보살은 정병을, 대세지보살은 두 손으로 연꽃을 들고 있는데, 이러한 형태는 답할좌와 함께 이 시기의 불화에서 많이 보이는 형식이다.
부산대학교박물관 소장 아미타내영도는 화기를 통해 1813년에 성총(性聰)이라는 화승이 제작했음을 알 수 있으며, 경상도 지역에서 제작된 선묘불화의 하나로 파악된다. 특히 조선 후기 선묘불화 중 흑지 바탕에 금니로 제작된 흑탱(黑幀)으로, 당시에 많이 제작된 홍탱(紅幀)에 비해 희소성을 지닌 불화이며, 1813년이라는 명확한 조성 연대를 알 수 있을 뿐 아니라 성총이라는 화승의 작풍(作風)을 살펴볼 수 있는 귀중한 작품이다.

## 참고 자료
- 아미타내영도 - 국가유산청 국가유산포털